# 1685 в Україні

## Події
Україну розділено по Дніпру між Річчю Посполитою та Московією. Діють два гетьмани:
- Відновлення козацтва на Правобережній Україні (1685), Андрій Могила (польський протекторат) на Правобережжі,
- Іван Самойлович (московський протекторат) на Лівобережжі.
- На півдні України існує Запорозька Січ. Існують Кримське ханство, Ногайська орда.
- Гетьман ханської України Теодор Сулименко спробував захопити Брацлав, але зазнав поразки від козаків Андрія Могили. Сулименка схопили і стратили в Яворові.
- Ханську Україну на короткий час очолив Яким Самченко, але він також загинув під Немировом.
- Приєднання Київської митрополії до Московського патріархату

## Особи

### Народились
- Галик Алімпій (1685—1763) — живописець і гравер, ієромонах.

### Померли
- 31 березня Георге Дука (1620-ті — 1685) — гетьман (володар) Правобережної України (1681—1684), господар Молдовського князівства (1665—1666, 1668—1672, 1678—1683).
- Юрій Хмельницький (1641—1685) — військовий, політичний і державний діяч. Гетьман Війська Запорозького, очільник Гетьманщини (1659—1663). Князь України у васалітеті Османської імперії (1677—1681).

## Засновані, зведені
- Богуславський полк
- Фастівський полк
- Безпалівка (село)
- Бочкове
- Вилівка
- Гришківка (Зміївський район)
- Губарівка (Богодухівський район)
- Джгун
- Жаданівка (Зміївський район)
- Жоравка
- Копачі
- Красна Слобідка
- Красне (Чорнобильський район, Машівська сільрада)
- Мала Вовча
- Машеве (Чорнобильський район)
- Новоайдар
- Райгородок (смт)
- Сидори (Зміївський район)
- Таранівка
- Червоний Шлях (Балаклійський район)
- Шелудьківка